# Итоговый турнир WTA 2010 (квалификация)

## Чемпионская гонка
Квалификация на этот турнир проходила по итогам чемпионской гонки WTA.

### Одиночный турнир

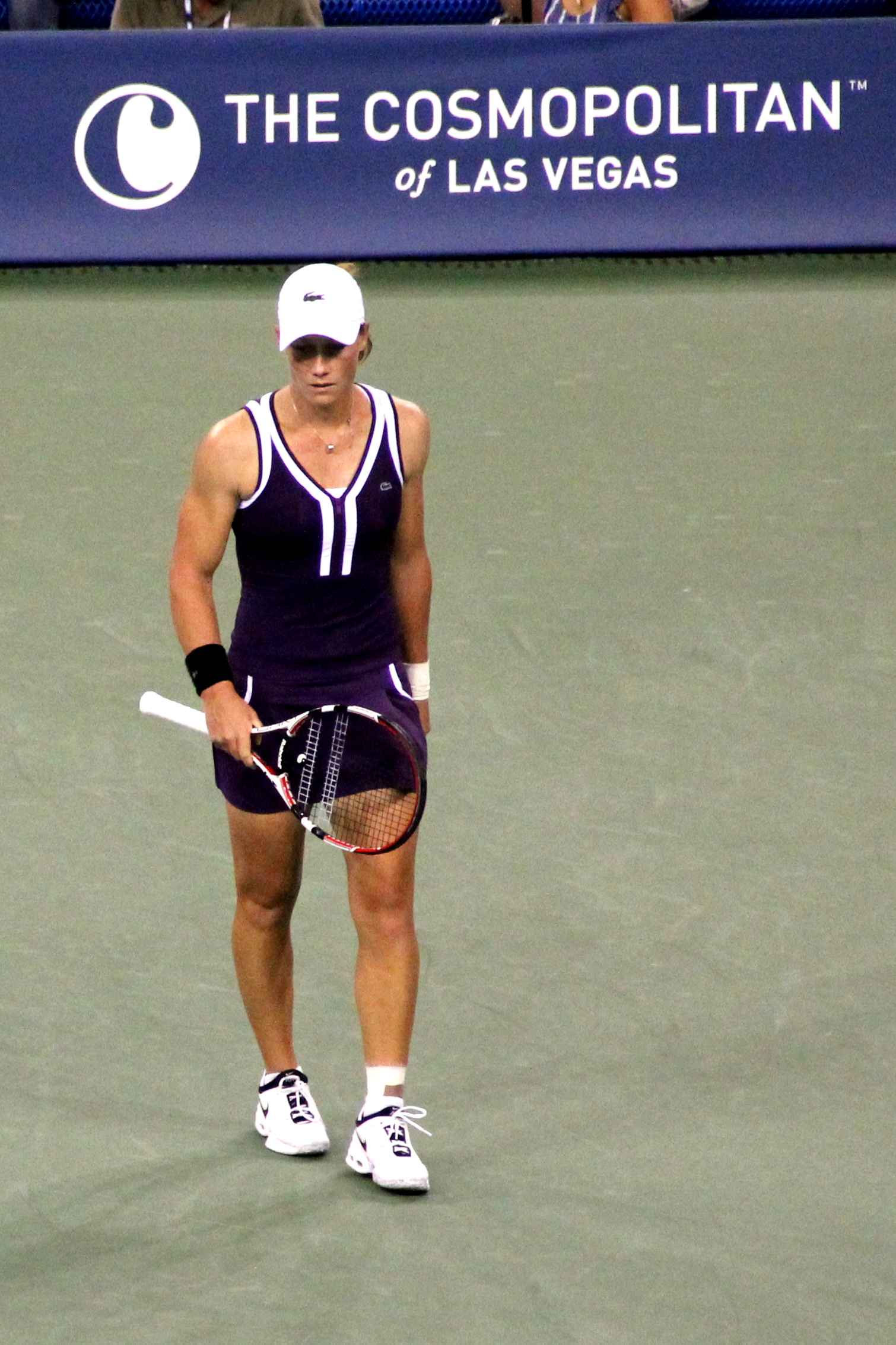
Дебютантка турнира — Саманта Стосур из Австралии.

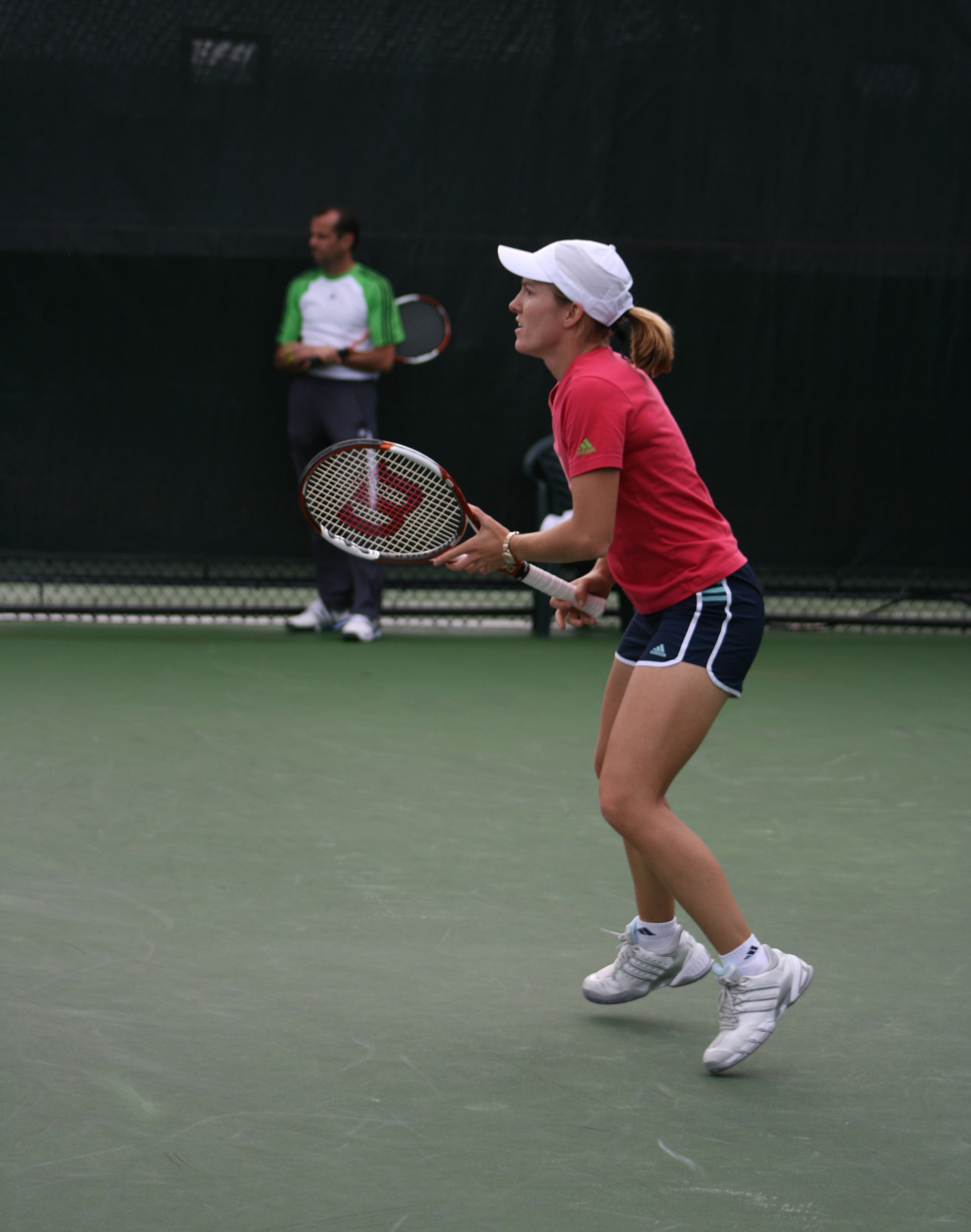
Одна из теннисисток, отказавшихся от участия в катарском турнире — Жюстин Энен из Бельгии.

Золотистым цветом выделены теннисистки, отобравшиеся в Доху. 
 Серебристым — запасные на турнире в Дохе.  
Красным выделены игроки, досрочно завершившие сезон 2010 года
| Рейтинг Чемпионской гонки 2010 года. | Рейтинг Чемпионской гонки 2010 года. | Рейтинг Чемпионской гонки 2010 года. | Рейтинг Чемпионской гонки 2010 года. |
| #                                    | Теннисистка                          | Очки                                 | Турниры                              |
| ------------------------------------ | ------------------------------------ | ------------------------------------ | ------------------------------------ |
| 1                                    | Каролина Возняцки                    | 7270                                 | 21                                   |
| 2                                    | Вера Звонарёва                       | 6096                                 | 18                                   |
| 3                                    | Серена Уильямс                       | 5355                                 | 12 (6)                               |
| 4                                    | Ким Клейстерс                        | 5295                                 | 13 (10)                              |
| 5                                    | Винус Уильямс                        | 4985                                 | 14 (9)                               |
| 6                                    | Франческа Скьявоне                   | 4595                                 | 21                                   |
| 7                                    | Саманта Стосур                       | 4572                                 | 18                                   |
| 8                                    | Елена Янкович                        | 4236                                 | 20                                   |
| 9                                    | Елена Дементьева                     | 4085                                 | 20 (19)                              |
| 10                                   | Виктория Азаренко                    | 3935                                 | 20                                   |
| 11                                   | Ли На                                | 3540                                 | 20                                   |
| 12                                   | Жюстин Энен                          | 3415                                 | 11 (9)                               |
| 13                                   | Шахар Пеер                           | 3365                                 | 21                                   |

* - Все обязательные турниры в рейтинге учитываются как сыгранные.
* - В скобках указано фактическое количество сыгранных турниров (неофициальные данные).
В число участников одиночного турнира помимо 8 игроков основной сетки включают также двоих запасных.

### Парный турнир
| Рейтинг Чемпионской гонки 2010 года. | Рейтинг Чемпионской гонки 2010 года. | Рейтинг Чемпионской гонки 2010 года. | Рейтинг Чемпионской гонки 2010 года. |
| #                                    | Команда                              | Очки                                 | Турниры                              |
| ------------------------------------ | ------------------------------------ | ------------------------------------ | ------------------------------------ |
| 1                                    | Жисела Дулко Флавия Пеннетта         | 8581                                 | 16                                   |
| 2                                    | Квета Пешке Катарина Среботник       | 6596                                 | 17                                   |
| 3                                    | Серена Уильямс Винус Уильямс         | 5500                                 | 4                                    |
| 4                                    | Лиза Реймонд Ренне Стаббз            | 5104                                 | 18                                   |
| 5                                    | Ярослава Шведова Ваня Кинг           | 4978                                 | 10                                   |

## Участницы турнира

### Одиночный турнир
- Каролина Возняцки:
20-летняя датчанка сверхстабильно и сверхрезультативно провела послеуимблдонский отрезок сезона, что и стало одним из основных факторов её посева на итоговом турнире под первым номером. За этот период Каролин провела 31 встречу и не выиграла лишь две из них (за это время было выиграно 5 турниров). В первой половине она была куда менее результативна, а после травмы на апрельском турнире в Чарлстоне и вовсе крайне слабо провела отрезок сезона перед Roland Garros (3 выигранных матча за 4 турнира).

- Вера Звонарёва:
Ещё одна теннисистка, которая заметно более результативно провела вторую часть сезона. Финалы на Уимблдоне и US Open, в Торонто и Пекине позволяют россиянки стремительно подняться в рейтинге из начала третьего десятка на вторую строчку. Впрочем главного Звонарёвой так и не удалось — за год она выиграла лишь один. да и то не самый престижный и высокорейтинговый турнир — серии International в Паттайе в феврале.

- Ким Клейстерс:
Бельгийка не избежала нескольких значительных пропусков (после травмы в матче Кубка Федерации выпал весь грунтовой отрезок сезона; а после US Open, также из-за проблем со здоровьем, Ким вернулась в тур только на итоговом турнире).
Впрочем в оставшуюся часть сезона она добилась нескольких крупных побед — в Майами, Цинциннати и на US Open, благодаря чему уверенно обосновалась в отборочной зоне чемпионской гонки, завершив неделю перед итоговым в статусе четвёртой ракетки мира.

- Франческа Скьявоне:
Итальянка уже в конце прошлого года качественно подняла результаты и планомерно поднималась в одиночном рейтинге. Определяющим в её отборе на итоговый туриир стал Roland Garros — Франческа неожиданно для многих дошла до финала, где смогла переиграть Саманту Стосур.

- Саманта Стосур:
Явно прибавившая в последние годы австралийка провела очередной результативный год. В апреле она выиграла свой второй одиночный турнир (в Чарлстоне); а в мае смогла дойти до финала Roland Garros. В августе австралийка пропустила два крупных турнира из-за травмы, а после US Open Саманту настиг длительный спад спортивной формы. Впрочем набранного весной вполне хватило, чтобы прийти к итоговому в статусе 7й ракетки мира.

- Елена Янкович:
Экс-первая ракетка мира длительное время пребывала в поиске своей спортивной формы. Прорыв в результатах случился на матче Кубка Федерации против сборной России — Елена в одиночку смогла дотянуть встречу до пятого матча, где сербки всё же уступили встречу. Позже, начиная с турнира в Индиан-Уэллса, Янкович смогла показывать подобные результаты и в регулярных соревнованиях женского тура. Период высоких результатов продолжился до Уимблдона, где Елену начали преследовать травмы и их последствия (главными успехами в этот период стал титул всё в том же Индиан-Уэллсе, финал на турнире в Риме и полуфинал на Roland Garros). Заработанного в весенний отрезок сезона хватило на восьмое место в рейтинге перед итоговым турниром.

- Елена Дементьева:
В первой половине сезона, несмотря на 2 титула, россиянка не показывала особых результатов. В мае была сделана очередная попытка выиграть турнир Большого шлема — на Roland Garros Елена дошла до финала, однако обострение травмы вынудило россиянку сняться с турнира и пропустить около месяца. После возвращения удалось добиться полуфинала в Нью-Хейвене и финала на соревнованиях в Токио. К итоговому подошла в статусе первой запасной, но из-за снятия сестёр Уильямс попала в основную сетку турнира.

- Виктория Азаренко:
Первой ракетке Беларуси с самого начала стала показывать высокие результаты, не проигрывая на трёх первый турнирах в сезоне раньше четвертьфинала, а в Дубае и вовсе, впервые за длительное время, дойдя до финала. Затем последовал сначала спад результатов, а затем несколько травм, заставлявших Викторию на многих турнирах прекращать борьбу досрочно, снимаясь с матчей. Подъём результатов начался с турнира в Истборне. Азаренко через турнир стала показывать высокие результаты и, в итоге, на последнем турнире регулярного сезона в Москве смогла выйти на десятое место в чемпионской гонке, которое, после снятия сестёр Уильямс стало последним местом в основе итогового турнира.

### Парный турнир

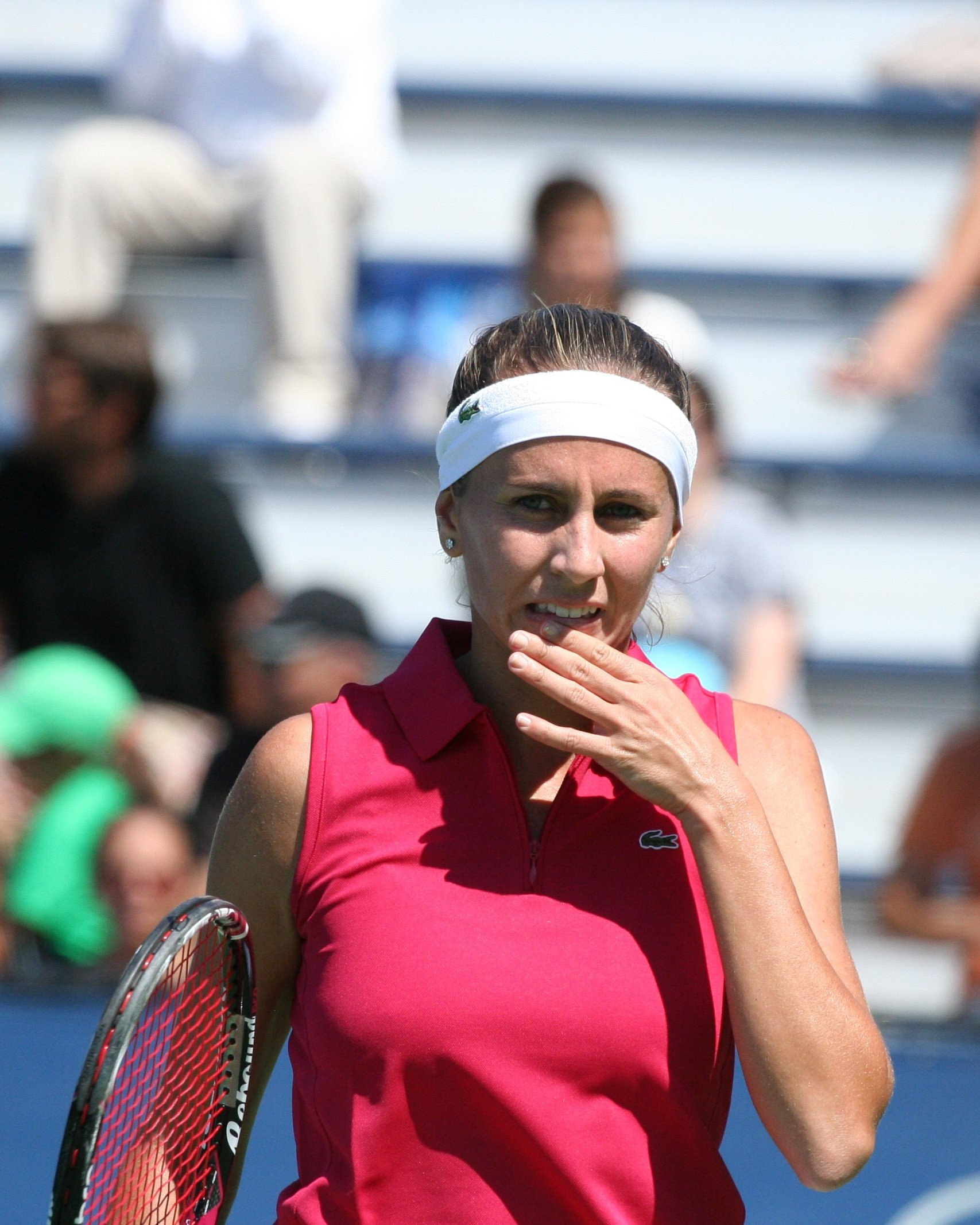
Первая ракетка парного турнира — Жисела Дулко из Аргентины.

- Жисела Дулко / Флавия Пеннетта:
Решивший провести сезон на максимально полном расписании аргентино-итальянский дуэт стал одним из главных открытий парного сезона. Флавия и Жисела провели вместе 16 турниров и в половине из них они дошли до финала (6 титулов). На турнирах Большого шлема всё выглядело более скудно — три четвертьфинала и один полуфинал.
Подобными результатами по ходу года не смогла похвастаться ни одна пара и, вполне логично, что Дулко и Пеннетта с огромным отрывом выиграли отбор на турнир в Дохе. Однако в парном рейтинге результатов даже таких результатов хватило лишь на второе и третье место (благодаря титулу в Боготе Дулко смогла при равенстве по очкам опережать Пеннетту по дополнительным показателям). Впрочем активно менявшая партнёрш и до поры державшаяся лидером Лизель Хубер всё же не смогла набрать достаточный отрыв и просто участие в турнире аргентино-итальянского дуэта уже гарантирует Дулко звание первой ракетки мира.

- Квета Пешке / Катарина Среботник:
Дуэт двух чисто парных игроков стал вторым дуэтом турнира.
Словено-чешский дуэт во многом похож на пару Дулко и Пеннетты — Кветослава, как и Жисела, смогла по ходу сезона выиграть один турнир не со своей постоянной партнёршей (Хобарт); Пешке со Среботник также были в восьми совместных финалах по ходу года (правда с куда меньшей результативностью — всего два титула). Квета с Катариной объединили усилия на Парижском турнире в феврале и уже на втором своём турнире дошли до финала. На счету словено-чешского дуэта 1 финал турнира Большого шлема (Roland Garros). Даже несмотря на несколько проигрышей на ранних стадиях крупных турниров Квета с Катариной обеспечили себе место на итоговом турнире уже в конце сентября.[1]

- Лиза Реймонд / Ренне Стаббс:
Ещё один дуэт двух чисто парных игроков стал третьим дуэтом турнира.
Сверхопытные напарницы (76 лет на двоих) лишь трижды за сезон доходили до финалов (1 титул) и очень часто заканчивали турниры в первых раундах (6 поражений нв старте). Но даже этого вполне хватило на отбор на итоговый турнир — прямые конкуренты из Испании — Мартинес Санчес / Льягостера Вивес после июньской травмы Марии сначала много пропустили, а уже после возвращения в тур уроженки Еклы заметно сбавили в результатах. Самоотвод из-за травмы Винус у сестёр Уильямс гарантировал Лизе и Ренне место в Дохе (для Реймонд это соревнование станет 10-м, а для Ренне — 15-м).

- Ваня Кинг / Ярослава Шведова:
Дуэт ставший главной неожиданностью сезона образовался в значительной мере случайно — в начале сезона из-за серьёзной травмы выбыла на длительный период постоянная партнёрша американки — немка Анна-Лена Грёнефельд. После недолгих согласований графиков выступлений девушки договорились играть друг с другом начиная с травяного сезона.[2] Почти сразу пришёл успех — Кинг / Шведова уже во втором своём совместном турнире выходят в финал, а третьим турниром становится Уимблдон: Ваня с Ярославой проходят четыре сеянные пары и в финале берут титул в матче с дуэтом Звонарёва / Веснина. На отрезке сезона до следующего турнира Большого шлема казахстано-американский дуэт не показывает никаких результатов (1 выигранный матч за три турнира), а на US Open случается очередное преображение — пройдя два первых дуэта турнира Кинг и Шведова берут второй турнир Большого Шлема подряд. До конца года девушки отмечаются в полуфинале Пекине. Отказ от участия в турнире сестёр Уильямс позволяет сделать перед итоговым турниром двухнедельную паузу и досрочно отобраться в Доху, вместо теоретической борьбы с Реймонд/Стаббс за четвёртое место.

## Отказы от участия в турнире

### Одиночный турнир
- Серена Уильямс:
Младшая сестра Уильямс пропустила большую часть сезона из-за травм. Однако, даже за те немногие турниры, что ей удалось провести в сезоне-2010 она набрала такую сумму баллов, что долгое время лидировала в рейтинге WTA и шла в отборочной зоне чемпионской гонки.
За год Серена поучаствовала в шести турнирах (в том числе в трёх турнирах Большого шлема): два выиграла (Australian Open и Уимблдон) и один раз была в финале (Сидней).
Последний турниром в сезоне для Серены был Уимблдон. После него она несколько раз пыталась сыграть турниры, но так и не провела ни одного матча. 19 октября было официально объявлено, что младшая сестра Уильямс не приедет и на турнир в Дохе.[3]

- Винус Уильямс:
Старшая сестра Уильямс большую часть сезона обходилась без травм, но и ей пришлось прервать свои выступления после US Open.
За год Винус поучаствовала в девяти турнирах (в том числе во всех четырёх турнирах Большого шлема): два выиграла (оба — короткий временной отрезок на рубеже февраля и марта — сначала американка первенствовала на соревнованиях в Дубае, а затем ею были выиграны турнир в Акапулько) и в двух дошла до финала (оба на турнирах высшей категории WTA — в Майами и Мадриде).
За две недели до сестры — 6 октября — Винус официально объявила о досрочном завершении сезона.[4]

- Жюстин Энен:
Бельгийка, вернувшаяся в тур в начале года, также не избежала многочисленных травм. Как и Серена, она не играла после Уимблдона.
За год бельгийка провела 10 турниров (в том числе играла за сборную в матче Кубка Федерации против Эстонии и поучаствовала в трёх турнирах Большого шлема): два были выиграны (Штутгарт и Хертогенбос) и в двух дошла до финала (оба на старте сезона — в Брисбен и Australian Open).
Жюстин объявила о своём завершении сезона раньше всех — в середине августа.[5] Но даже несмотря на столь ранее завершение игрового года бельгийка всё равно могла попасть на турнир в Катаре в качестве второй запасной.

### Парный турнир
- Винус Уильямс / Серена Уильямс:
Сёстры традиционно играли только отдельные турниры. В перерывах между травмами обеих таковых в этом сезоне было четыре (три турнира большого шлема и турнир высшей категории WTA в Мадриде). Винус и Серена выиграли свои первые 18 матчей (взяв по ходу три турнира) и только в 19-м впервые уступили. После того поражения на Уимблдоне сёстры не играли. А объявление о досрочном завершении сезона Винус стало подтверждением того, что сестёр на итоговом турнире не будет.